# محلة شهر سوق
من الاحياء السكنية في مدينة الموصل القديمة. تقع إلى الجنوب من محلة المنصورية ويقسمها شارع الفاروق إلى قسمين غير متساويين. 

## اصل التسمية
نسبة إلى اسمها القديم (شهار سوق)، قال الجاحظ في البيان والتبيين " أهل البصرة إذا التقت أربع طرق يسمّونها المربعة، ويسمّيها أهل الكوفة "شهار سوق" أي الأربعة طرق.

## أهم معالمها
- جامع عمر الاسود: جامع تاريخي من مساجد العراق الأثرية، ويقع في وسط محلة (شهر سوق) في مدينة الموصل، وسمي نسبة لبانيهِ عمر الأسود بن حسين، وهو شقيق منصور التاجر الذي بنى جامع المنصورية أو (جامع الشيخ محمد).[4]
- جامع شهر سوق
- مسجد الملا عبد الحميد المعروف بمسجد الصوفية
- جامع الاحبيطي: سمي نسبة إلى الملا حسن الاحبيطي الذي كان يصلي في مسجد الشيخ محمد الواقع في محلة شهر سوق فعرف المسجد به:«مسجد محلا حسن الاحبيطي». وعندما فتحت البلدية شارع الفاروق هدمت المسجد وادخلته في الشارع. وفي سنة 1374هـ/1953م أنشأت جامعا صغيرا في شارع الفاروق قرب السجن وسمته مسجد الملا حسن الاحبيطي.[5]
- مدرسة ال زكريا: موقعها في شارع الفاروق القديم في محلة شهر سوق على شمال الطريق المؤدي إلى الباب الجديد. شيدها الحاج زكريا بن الحاج احمد التاجر سنة 1201هـ/1786م وهو مدفون فيها في حجرة مطلة على غرفة التدريس.[6]